# Kaşlıca
Kaşlıca ist ein Ortsteil (Mahalle) im Landkreis Yüreğir der türkischen Provinz Adana mit 401 Einwohnern (Stand: Ende 2024). Im Jahr 2011 zählte Kaşlıca 495 Einwohner.